# Gilles Béhat
Gilles Béat, dit Gilles Béhat, est un réalisateur et ancien acteur français, né le 3 septembre 1949 à Lille.

## Biographie
Gilles Béhat ou Béat de naissance, est un réalisateur français. Les confusions autour du « h » dans son nom de famille viennent d'une malencontreuse erreur dans le générique du premier film auquel il a participé en tant qu'acteur : l'Hercule sur la place. L'erreur s'est depuis reproduite, jusqu'à rentrer dans la normale. Il a débuté comme comédien en tenant des rôles dans des feuilletons télévisés : Pierre Vignard dans L'Hercule sur la place ; Charles IV le Bel dans Les Rois maudits (1972) ; Epernon, mignon d'Henri III dans La Dame de Monsoreau, ainsi qu'au cinéma dans Elle court, elle court la banlieue (1970) de Gérard Pires, Chobizenesse (1975) de Jean Yanne, Beau Masque (1972) de Bernard Paul, etc. Au théâtre : Salomon dans Salomon le magnifique ; Carl dans Les Brigands ; Daniel dans Le ciel est en bas ; Philip Morgan dans La Corde...
Devenu réalisateur, il signe au cinéma une série de longs-métrages parmi lesquels des films policiers et des films d'action : il est notamment remarqué en 1984 pour son film Rue barbare, qui participe de la mode du « néo-polar » cinématographique français. Plusieurs de ses films suivants, notamment Dancing Machine avec Alain Delon, connaissent cependant de relatifs échecs commerciaux. Il s'est ensuite tourné vers la télévision, où il réalise des séries pour TF1, France 2 et Canal+ dans les années 1990.
En 2008, il décide de revenir à ses premières amours, le cinéma, avec Diamant 13; film avec Gérard Depardieu, Olivier Marchal et Asia Argento. C'est avec Diamant 13 qu'il décide, à la demande de ses trois filles, de reprendre l'orthographe de son nom.
Depuis, il s'est investi dans l'écriture de plusieurs scénarios de longs métrage dont French Touch et On the Road Again co-écrit avec Bruno Tardon, La Morsure de l'Ange co-écrit avec Arnaud de Lansay ; et tout dernièrement, seul pour la première fois : Y'a peut-être un ailleurs. Ces projets étant en cours de développement.

## Filmographie

### Acteur

#### Cinéma
- 1970 : L'Hercule sur la place de René Lucot : Pierre Vignaud
- 1972 : Baphomet de Robert de Laroche (court métrage)
- 1973 : Les Volets clos de Jean-Claude Brialy
- 1973 : Elle court, elle court la banlieue de Gérard Pirès : l'amant de Marie
- 1973 : Demain matin de lui-même (court métrage)
- 1975 : Les Noces de porcelaine de Roger Coggio : Mathieu
- 1975 : Chobizenesse de Jean Yanne
- 1975 : Docteur Justice de Christian-Jaque : Steve
- 1976 : Le Tigre du ciel (Aces High) de Jack Gold : Beckenauer
- 1982 : Le Dernier jour de Jacques Cortal (court métrage)
- 1991 : Le Vent de la Toussaint de lui-même : le capitaine

#### Télévision
- 1971 : Au théâtre ce soir (série télévisée), épisode La Corde de Pierre Sabbagh : Graniello
- 1971 : La Dame de Monsoreau de Yannick Andréi (mini-série) : d'Epernon
- 1972 : Les Boussardel de René Lucot (mini-série) : Edgar
- 1972 : Les Enquêtes du commissaire Maigret (série télévisée), épisode Maigret en meublé de Claude Boissol : Van Damme
- 1972-1973 : Les Rois maudits de Claude Barma (mini-série) : Charles IV le Bel
- 1974 : La Nuit de Winterspelt de Jean-Claude de Nesle (mini-série) : Gossovsky
- 1974 : La Cloche tibétaine de Serge Friedman (mini-série) : Victor Point, chef du groupe Chine
- 1976 : Château Espérance (série télévisée), 13 épisodes : Jacques Renard, l'instituteur
- 1977 : Un juge, un flic de Denys de La Patellière (série télévisée), saison 1, épisode 6 Flambant neuf : Eric Hauser
- 1977 : Les Samedis de l'histoire (série télévisée), épisode Henri IV de Paul Planchon : Bellegarde

### Réalisateur

#### Cinéma
- 1973 : Demain matin (court métrage)
- 1974 : La Couleur de la mer (court métrage)
- 1978 : Haro !
- 1981 : Putain d'histoire d'amour
- 1984 : Rue barbare
- 1985 : Urgence
- 1986 : Charlie Dingo
- 1986 : Les Longs Manteaux
- 1990 : Dancing Machine
- 1991 : Le Vent de la Toussaint
- 1994 : Le Cavalier des nuages
- 2009 : Diamant 13

### Télévision

#### Série télévisées
- 1988 : Ray Bradbury présente (The Ray Bradbury Theater), saison 2, épisode 10 Tyrannosaurus Rex
- 1988 : Série noire, épisode Le Manteau de Saint Martin
- 1989 : Haute tension, épisode Au bout du rouleau
- 1989 : Coplan, épisode 1 Coups durs
- 1993 : Antoine Rives, le juge du terrorisme, épisode 4 Action rouge
- 1996-2004 : Les Cordier, juge et flic, 9 épisodes : Le Petit juge, La Mémoire blessée, Boulot de flic, Le Petit frère, Saut périlleux, Otages, Adieu mulet, Faux départ
- 1997 : Inspecteur Moretti, épisodes 1 La Maison brûlée et 2 Un enfant au soleil
- 1998 : Julie Lescaut, saison 7, épisode 2 Bal masqué
- 1999 : Julie Lescaut, saison 8, épisode 2 Interdit au public
- 1999 : Une femme d'honneur, saison 3, épisode 1 Bébés volés
- 1999 : Médecins de nuit, épisodes 1 Bienvenue Mélanie, et 2 La Fête des mères
- 1999 : Mission protection rapprochée, épisode 3 Gardiennes d'ange
- 2000 : Navarro, saison 12, épisode 3 L'émeute
- 2000-2004 : Commissaire Moulin, 5 épisodes
- 2002 : Navarro, saison 14, épisode 2 Meurtre en famille
- 2002-2005 : Commissariat Bastille, épisodes 2 Le Blouson rouge et 3 Feux croisés
- 2004 : Alex Santana, négociateur, saison 1, épisode 2 Portée disparue
- 2004-2005 : Père et Maire, 3 épisodes : Entre père et mère, Les Liens du cœur, Retour de flammes
- 2005 : Mission protection rapprochée, épisode 6 La Diamantaire
- 2007 : Paris, enquêtes criminelles, 4 épisodes
- 2007 : Commissaire Cordier, épisode 10 Rédemption
- 2008 : RIS police scientifique, saison 3, épisodes 6 Jugement dernier et 8 Eaux profondes

#### Téléfilms
- 1991 : Le Dernier mot
- 1992 : Le Jour du serpent
- 1993 : Les Kilos en trop
- 1994 : Tempêtes
- 1994 : L'Immeuble
- 1995 : La Femme dangereuse
- 1995 : L'Auberge de la Jamaïque
- 1995 : Le Cavalier des nuages
- 1996 : Une mère en colère avec Carmen Maura, Alexandra Vandernoot, Patrick Fierry
- 1997 : Un enfant au soleil
- 2002 : Le Destin de Clarisse
- 2004 : La Peine d'une mère

## Théâtre
- 1971 : Les Brigands de Friedrich von Schiller, mise en scène Antoine Bourseiller, Théâtre du Gymnase